# Isolde Schmitt-Menzel
Isolde Schmitt-Menzel (* 11. April 1930 in Eisenach; † 4. September 2022 in Frankfurt am Main) war eine deutsche Designerin, Autorin, Illustratorin, Grafikerin und Keramikerin. Schmitt-Menzel war die Erfinderin und Schöpferin  der „Fernseh-Maus“. Der Charakter der „Maus“ war nach den ersten 130 von Schmitt-Menzel erfundenen und gezeichneten Storyboards eindeutig festgelegt.

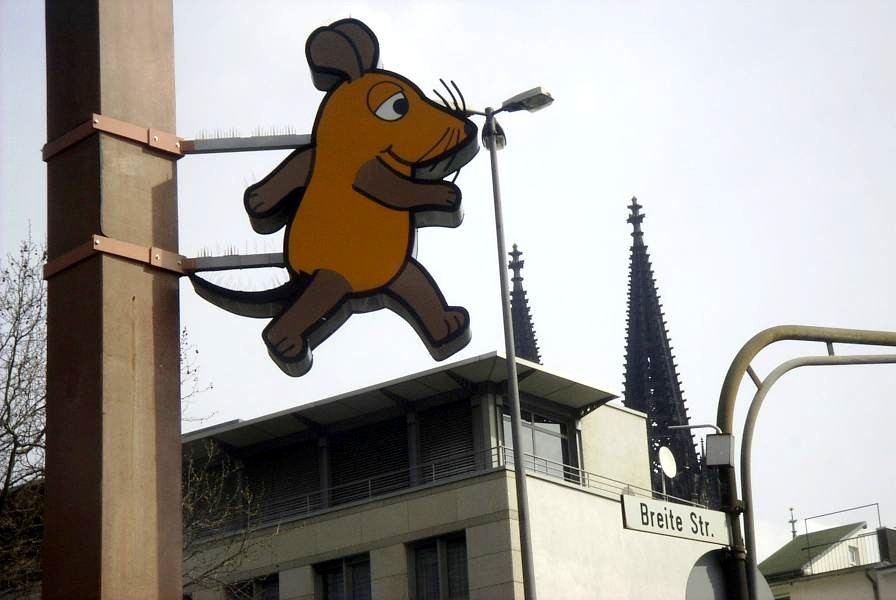
Die Maus am Kölner WDR-Gebäude (Foto: 2006)

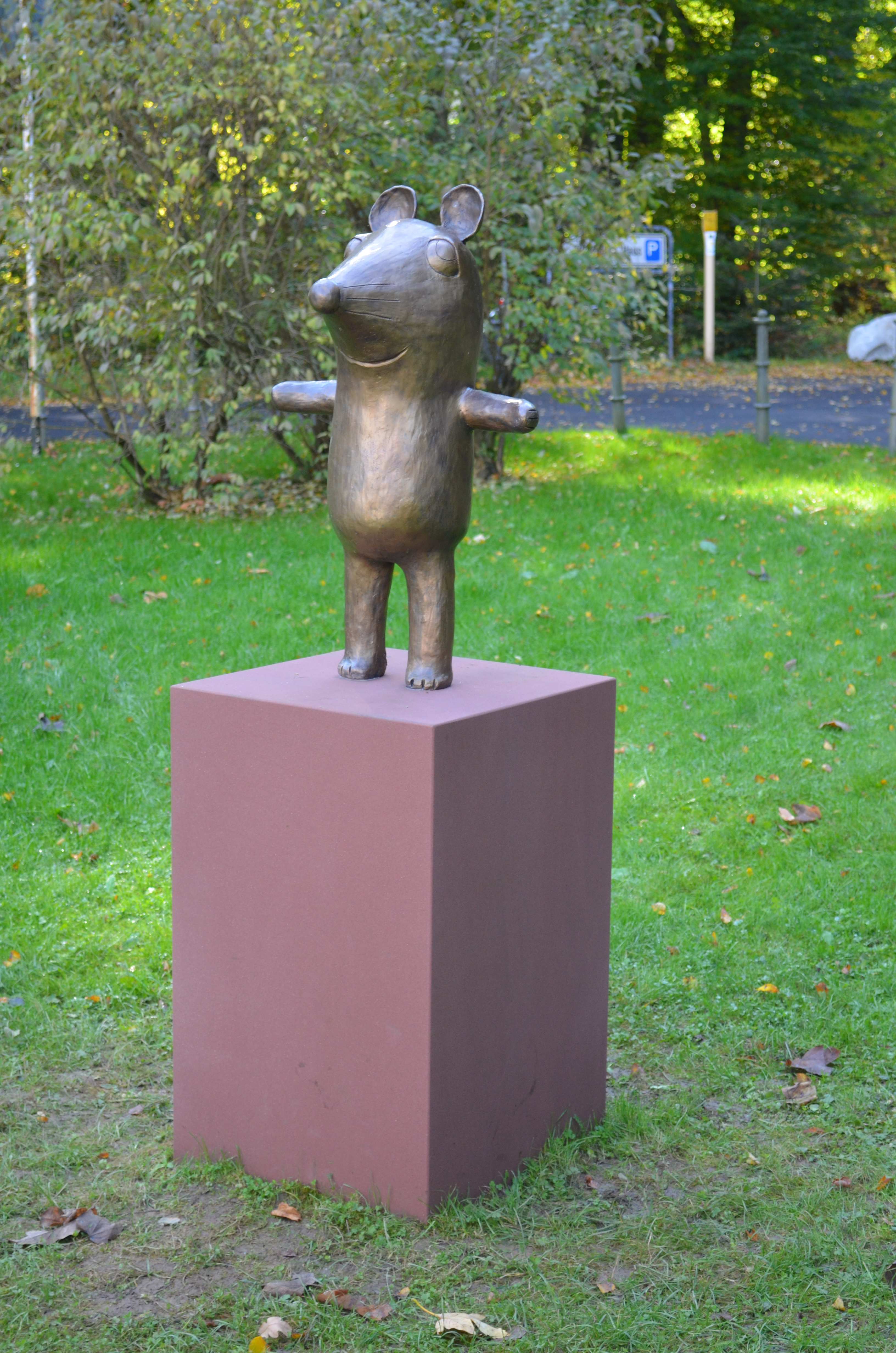
Die Maus aus Bronze, Werk von Isolde Schmitt-Menzel (2013), im Skulpturenpark vor dem Gotischen Haus Bad Homburg

## Leben
Isolde Schmitt-Menzel studierte an der Burg Giebichenstein Hochschule für Kunst und Design Halle Malerei bei Professor Charles Crodel, Bildhauerei bei Professor Waldemar Grzimek, Schriftkunst bei Professor Herbert Post  und Freie Keramik bei Marguerite Friedlaender. Dann flüchtete sie über die Zonengrenze zu ihrem Onkel an den Ammersee. Dort kam sie zeitweilig in der Keramikwerkstatt von Walter Popp unter. Sie  studierte ab 1950 weiter an der Werkkunstschule Offenbach. Durch ihren Professor für Schriftkunst, Herbert Post, erhielt sie erste Aufträge. Dadurch lernte sie ihren späteren Ehemann, den Architekten Ottmar Schmitt kennen. Sie heirateten 1952 und bekamen im folgenden Jahr ihren ersten Sohn. In dieser Zeit fertigte Schmitt-Menzel Teppichentwürfe und Holzschnitte an und illustrierte Texte. 1955 zog die Familie nach Köln. Dort kamen auch ihre nächsten zwei Kinder zur Welt. Nach einem weiteren Umzug 1959 nach Frankfurt am Main begann Schmitt-Menzel, in der Keramikwerkstatt des Jugendhauses zu unterrichten.
1968 zeichnete sie erstmals Bildergeschichten für den Hessischen Rundfunk und ab 1969 auch für den Westdeutschen Rundfunk (WDR). Ihre Buchillustration „Die Maus im Laden“ gefiel dem Redakteur des Kinderfernsehens des WDR, Gert K. Müntefering. Er beauftragte Schmitt-Menzel im August 1970, sich kleine Geschichten und Gags mit der orangefarbenen Maus als Zwischenspots auszudenken. Im September legte sie die ersten 10 Storyboards und drei farbige Maus-Zeichnungen als Vorlage für die Trickfilm-Ausführung vor: die Maus stehend auf zwei Beinen, laufend auf zwei Beinen und die Maus sitzend. Zu den ersten Storyboards gehören: die Maus die den Schwanz abnimmt, um damit Seil zu springen, die Geschichte mit dem Luftballon und diejenige, wo die Maus um den Bildschirm herum läuft. Im Januar 1971 waren die Hauptphasen für die ersten zehn Filme fertig. Dem Trickfilm-Animateur Friedrich Streich beschrieb Isolde Schmitt-Menzel die Bewegungen ihrer Maus folgendermaßen: „Denken Sie an Charlie Chaplin, so wie er lief, mit diesem ‚klick-klack‘.“
Ab 1971 lebte Schmitt-Menzel in Bad Homburg vor der Höhe. Im selben Jahr wurde die erste Sendung mit der Maus ausgestrahlt. Schmitt-Menzel lieferte bis 1974 130 Storyboards für ein- bis anderthalbminütige Maus-Spots, die zwischen den Beiträgen der Sendung liefen. Dadurch legte sie den Charakter der Maus fest. Bis heute werden Maus-Spots produziert, die zwischen den Beiträgen gezeigt werden.
Ab 1980 verbrachte Schmitt-Menzel die Sommer zusammen mit einer befreundeten Keramikerin auf Jamaika. Mitten im Dschungel baute sie sich ein Holzhaus und arbeitete weiter an Geschichten rund um die Maus. 1985 zog sie auf die Kaimaninseln. Dort trat sie dem örtlichen Künstlerbund bei und stellte mehrmals ihre Arbeiten aus. Ab 1991 entstanden weitere Bücher und auch Hörspiele. In Texas baute sie sich ein Holzhaus im japanischen Stil. Ab 2000 war sie im Sommer oft in der südlichen Provence. Abseits der Maus begann sie Bücher zu entwerfen, in die sie japanische Haikus und Weisheiten aufnahm.
An die Geburtsstunde der Maus erinnerte sich Schmitt-Menzel in einem Interview des Westdeutschen Rundfunks zum 40. Geburtstag der Maus so: „Das war genau nicht mein Metier, eine graue Maus. Ich war für fantastische und verrückte Sachen. Da hab ich gedacht: Die Mäuse kriegen auf jeden Fall alle eine andere Farbe als grau. Und die Hauptmaus war orange, mit braunen Ohren, Armen und Beinen.“ Gelb stehe ja für Intelligenz, Rot sei Energie.
Isolde Schmitt-Menzel schrieb und illustrierte über 35 Bücher. Sie starb im September 2022 im Alter von 92 Jahren in Frankfurt am Main.

## Zitat
„Ich habe ein sehr intensives Kind in mir leben. Mein Wesen, meinen Charakter habe ich der Maus gegeben. Ich bin die Maus.“

## Werke (Auswahl)
- 1968 „Wibbelsterzchen, Herr Flupp und seine sieben Enten“
- 1969 „Die Frau, die immer etwas anderes gedacht hat“
- 1969 „Die Maus im Laden“
- 1980 „Mausefalle“, Brettspiel der Ravensburger AG, ausgezeichnet vom „Arbeitsausschuss Gutes Spielzeug“ mit dem Prädikat „Spiel Gut“[8]
- 1990 „Bär“ (Bronze, ca. 42 × 21 cm, Texas).[9]